# Vlastenectví

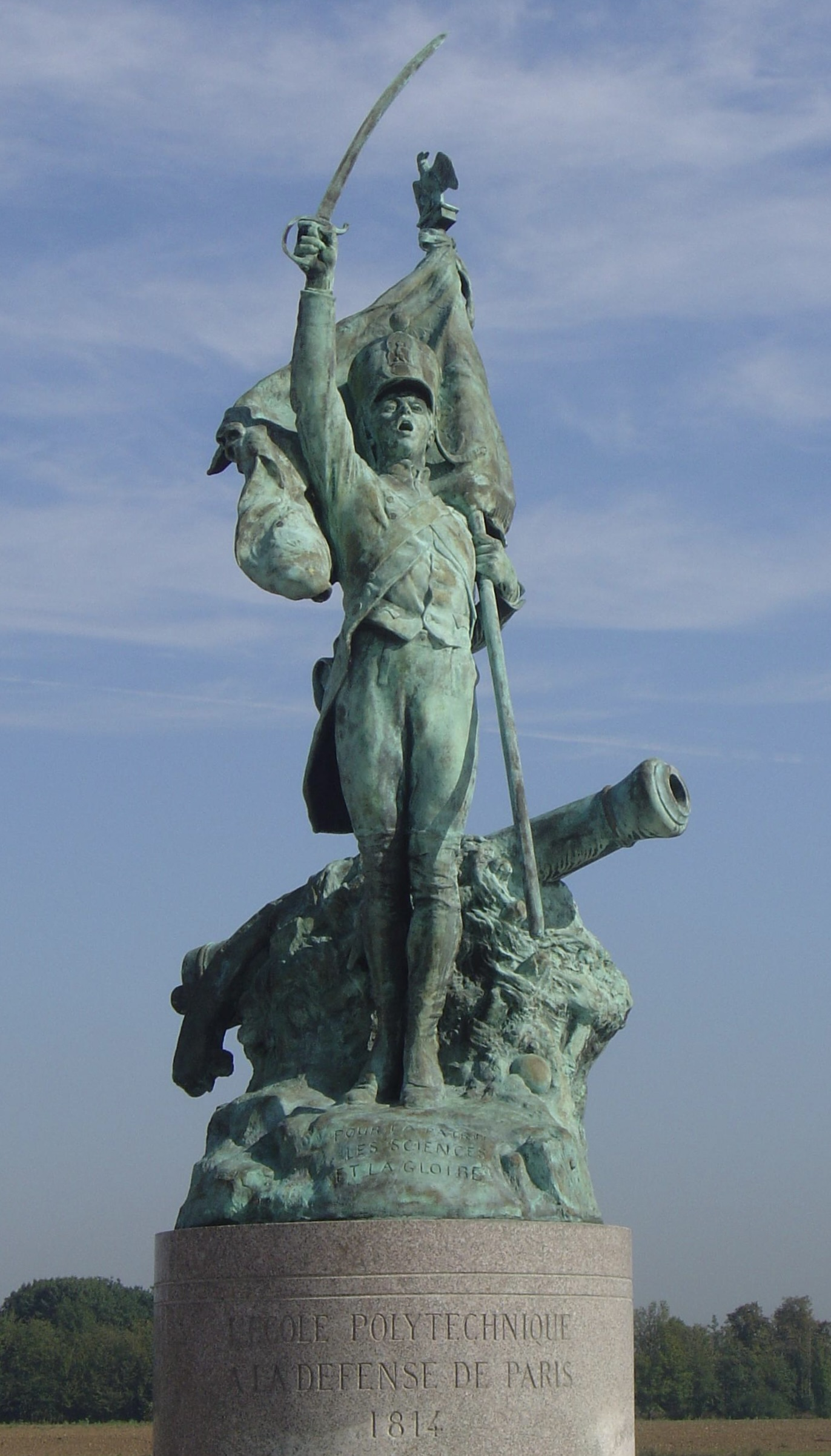
Jednou ze základních charakteristik patriotismu je osobní nasazení například při obraně země: Socha na nádvoří École polytechnique v Paříži oslavující zapojení studentů k obraně Francie v roce 1814

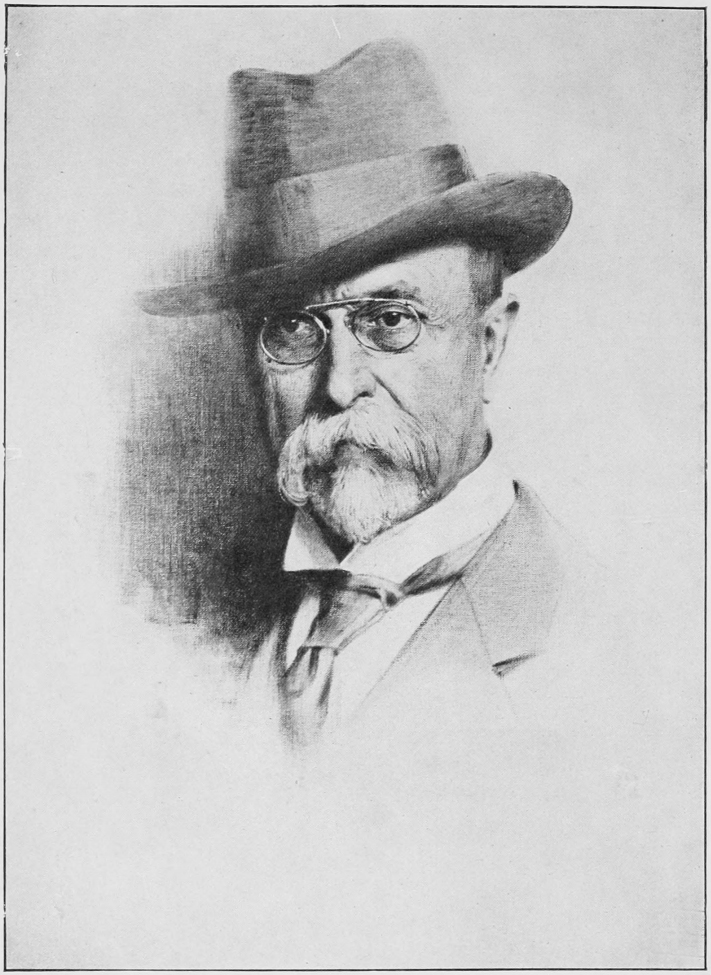
President T. G. Masaryk je idealizovanou ikonou československého a českého vlastenectví

Vlastenectví neboli patriotismus je společensko-politický postoj vycházející z emotivního kladného a podpůrného postoje jednotlivců či skupin k otčině (latinsky patria ← řecky patrida, πατρίδα). Otčinou (či domovinou) může být oblast nebo město, obvykle se jí však míní národní stát nebo vlast. Vlastenectví je často definováno jako oddanost domovské zemi, která má své specifické projevy dle jednotlivých zemí. Vlastenectví se odlišuje od nacionalismu (tedy vztahu k vlastnímu národu).[zdroj?]

## Historie
Vlastenecké pohnutky lze vystopovat od nejstarších dob. Bylo vlastní antickému světu, stejně tak i světu středověkému (viz například Kosmas).[zdroj?] První prameny zaznamenávající anglický termín „patriot“ pocházejí z 16. století. V 18. století, v době osvícenství, se zrodilo klasické vlastenectví, kterým jeho zastánci vyjadřovali oddanost státu, raději než církvi. Stálo tedy u zrodu sekularismu. Jedním z hlavních zastánců tohoto klasického pojetí byl Jean-Jacques Rousseau.

## Charakteristika
Profesor filosofie na americké Northeastern University Stephen Nathanson stanovil čtyři základní charakteristiky vlastenectví:
1. zvláštní náklonnost k vlastní zemi
2. pocit osobní identifikace se zemí
3. zvláštní zájem o blaho země
4. ochota obětovat se pro dobro země[3]

Vlastenci obvykle věří, že vlastenectví je přirozené vyjádření vděčnosti své zemi za zákony, způsob života či kulturu. Zpravidla ho považují za nedílnou součást lidské identity. Radikálnější zastánci dokonce tvrdí, že jde o morální povinnost každého člověka. Filozofové však morálku chápou jako univerzální a nestrannou, tedy vylučující lokální vymanění se, mnozí poté označují vlastenectví za skupinový egoismus. Při přílišné agitaci či extremistickém pojetí může vést k negativním jevům - víra v nadřazenost některého státu může vést k většímu militarismu a nenávisti k jiným zemím (pak se ale jedná spíše o šovinismus). I proto bývá vlastenectví kritizováno, známým odpůrcem byl i ruský spisovatel Lev Nikolajevič Tolstoj, který ho považoval za nemorální a hloupé.

## Typy vlastenectví
Následující typy vlastenectví (patriotismu) definoval profesor Igor Primoratz:
- Extrémní vlastenectví – Toto pojetí zastává názor, že zájmy země mají stát nad morálními zábranami či otázkou spravedlnosti. Zájmy státu jsou dle tohoto pojetí mírou všeho. Takové myšlenky jsou například obsaženy v učení Machiavelliho. Je však třeba dodat, že Machiavelliho učení stojí nad morálkou a spravedlností, ale pouze pokud je zájem pro dobro celé společnosti.

- Silné vlastenectví – Tento typ staví na myšlenkách komunitarismu, kdy konsensus komunity vytváří morální hodnoty, a tím popírá univerzální morálku. Silné vlastenectví není nekritickým, automaticky nepřijímá všechny vlády, ale pouze takové, které jsou prospěšné zájmům země. Obecně ho formuloval Alasdair MacIntyre.

- Umírněné vlastenectví – Zakládá se na rozdělení úrovní chápání morálky, kdy některé zájmy (ve prospěch komunity či státu) jsou chápány individuálně a jiné, obecnější, univerzálně. Tento typ se snaží fungovat v rámci liberální morálky, a proto je také někdy nazýván liberálním vlastenectvím. Tento typ obhajuje profesorka Marcia Baron či již zmíněný Stephen Nathanson. Hlavní rozdíl je ve faktu, že tito vlastenci již neprosazují své zájmy nad rámec morálky. Například požadavek obětovat se za svou zemi zůstává pouze v rámci války. Tento typ není exkluzivní, nekritický či bezpodmínečný - umožňuje například obdiv i jiných zemí než vlastní.

- Usazené vlastenectví – Zvláštní typ vlastenectví zakládající se na pocitu vděčnosti vůči své zemi („otčině“). Vděčnost poté má vytvořit speciální vztah mezi občany a státem. Občanství se bere jako morální čest, ne pouze jako úřední status. Stejně jako umírněné vlastenectví uznává rámec liberální morálky. O tomto pojetí psali profesoři politické vědy Richard Dagger a Robert E. Goodin.

- Morální vlastenectví – Zásadním prvkem tohoto typu je morálka. Tito vlastenci nesledují úspěch národních zájmů, ale dohlížejí, aby jejich stát a spoluobčané prosazovali jen morální zájmy a ustanovení. Základem této myšlenky je humanita a solidarita, a to bez ohledu na státní hranice. Jde tedy o snahu ukázat svou Vlast jako morálně čistou entitu. Často se vrací do historie a staví na humánní etapě historického vývoje státu, avšak nepotlačují špatné kapitoly z dějin, ale snaží se z nich poučit. Takoví vlastenci tedy prosazují spravedlivé zákony a lidské svobody a práva. Jejich vlastenectví je ztotožňováno s mírou morálního kreditu vlasti.

### Lokální vlastenectví
Lokální vlastenectví (často též lokální patriotismus, místní vlastenectví) označuje zvláštní náklonnost k nějakému kraji nebo městu, ke kterému jedinec chová specifický vztah a určitou úctu. Obvykle se jedná o místo, kde se jedinec narodil, nebo kde prožil část života. V tomto kontextu se tedy označením „Vlast“ rozumí užší oblast, než národní stát. Projevem takové formy pak bývá udržování kulturních tradic (například průvody, ty zejména v rámci národopisných oblastí jako Chodsko či Haná), distribuce oblastního pokrmu či speciality (Hořické trubičky), nebo šíření povědomí o svém kraji na celonárodní úrovni (J. B. Cinibulk jako kokořínský vlastenec). Udržování a rozvoj lokálního vlastenectví zajišťují různé městské a oblastní spolky.[zdroj?]

## Rozdíl mezi vlastenectvím a nacionalismem
Pojem vlastenectví někdy bývá mylně zaměňován s termínem nacionalismus, avšak již v 19. století Lord Acton poukázal na nutnost tyto dva pojmy odlišovat. Nacionalitu chápal jako fyzické či psychické spojení s určitým etnikem a vlastenectví jako morální povinnost k dané politické společnosti. Britská historička a profesorka politologie na London School of Economics Elie Kedourie naopak později popsala nacionalismus jako ucelenou politickou doktrínu, skrze kterou mohou jedinci či skupiny dojít ke svobodě a naplnění v rámci určitého národa, a vlastenectví jako sentimentální náklonnost pro domovskou zemi. Spisovatel George Orwell tyto termíny dělil dle míry agrese projevu. Nacionalismus považoval za agresivní, protože nacionalistům jde o moc a prestiž pro svůj národ, zatímco vlastenectví chápal defensivně, jako oddanost místu a způsobu života, který jedinec sice považuje za nejlepší, ale nevnucuje ho okolí.
Z perspektivy politických psychologů jsou vlastenectví a nacionalismus dva odlišné, konkrétnější projevy národní identity. Národní identita označuje subjektivní významnost vlastní příslušnosti k danému národu. Je považována za součást vlastní sociální identity.
Nacionalismus je charakterizovaný jako rigidní, bezvýhradná náklonnost k vlastnímu národu, která je charakterizovaná jeho nekriticky pozitivním hodnocením. Je spojen s pocitem nadřazenosti vlastního národa v porovnání s ostatními. Vysoká úroveň nacionalismu dále souvisí s nekritickým přijímáním národních a politických autorit, s idealizací vlastního národa a jeho historie a s tendencí ke vnímání vlastního národa jako homogenní skupiny. Lidé s vysokou úrovní nacionalismu mají sklon k negativnímu postoji k minoritám a obecně skupinám, které sami nevnímají jako součást vlastního národa. Jako synonymum nacionalismu lze považovat termín „slepé vlastenectví“.
Vlastenectví je definováno jako citová vazba k národu, která je typická podporou konstruktivní kritiky současných národních pořádků, která může vést ke změně národa k lepšímu. Vlastenectvím bývá také popisován láska k vlastnímu národu, která ale není spojená se snižujícím hodnocením ostatních národů. Podle Mummendey, Klinka a Brownové je vlastenectví založeno na odlišném typu porovnávání než nacionalismus. „Nacionalista“ při hodnocení vlastního národa porovnává jeho různé aspekty spíše s ostatními národy, ale „vlastenec“ s jakousi ideální představou vlastního národa. Vlastenectví také na rozdíl od nacionalismu odmítá nekritické přijímání národních autorit a je spojen s pozitivnějším hodnocením minoritních komunit.
Vlastenectví a nacionalismus jsou také vnímány jako emocionální vztahy k různým objektům. V případě vlastenectví je to vlast (tedy teritorium), v případě nacionalismu je to národ (tedy etnikum). V tomto pojetí není ani vlastenectví ani nacionalismu dáván žádný specifický obsah, nečiní jej ani nositelem pozitivních nebo negativních přídomků, obsah vždy záleží na tom, kdo emoci prožívá.[zdroj?]

## Vlastenectví podle zemí
Průzkum provedený World Values Survey se snažil zjistit jaké jsou vlastenecké nálady v různých zemí u vysokopříjmových občanů. Občané svoji zemi přiřazovali buď 4 (velmi hrdý) anebo 1 (ne hrdý).
| Země         | Skóre |
| ------------ | ----- |
| KLDR         | 4,00  |
| USA          | 3,74  |
| Irsko        | 3,73  |
| Indie        | 3,67  |
| Jižní Afrika | 3,55  |
| Kanada       | 3,53  |
| Španělsko    | 3,46  |
| Dánsko       | 3,27  |
| Itálie       | 3,25  |
| Švédsko      | 3,22  |
| Francie      | 3,18  |
| Finsko       | 3,17  |
| Belgie       | 3,07  |
| Nizozemsko   | 2,93  |
| Německo      | 2,75  |
| Průměr       |       |

| Země         | Skóre |
| ------------ | ----- |
| KLDR         | 4,00  |
| USA          | 3,92  |
| Venezuela    | 3,73  |
| Jižní Afrika | 3,72  |
| Indie        | 3,70  |
| Peru         | 3,68  |
| Slovinsko    | 3,64  |
| Polsko       | 3,55  |
| Austrálie    | 3,54  |
| Španělsko    | 3,38  |
| Argentina    | 3,29  |
| Švédsko      | 3,13  |
| Moldavsko    | 2,98  |
| Japonsko     | 2,85  |
| Rusko        | 2,69  |
| Švýcarsko    | 2,59  |
| Litva        | 2,47  |
| Lotyšsko     | 2,10  |
| Německo      | 1,37  |
| Slovensko    | 1,05  |
| Průměr       | 3,12  |